# Rousseauxia cistoides
Rousseauxia cistoides är en tvåhjärtbladig växtart som beskrevs av Jacq.-fel.. Rousseauxia cistoides ingår i släktet Rousseauxia och familjen Melastomataceae.
Artens utbredningsområde är Madagaskar. Inga underarter finns listade i Catalogue of Life.